# Igreja de Santo Agostinho (San Gimignano)

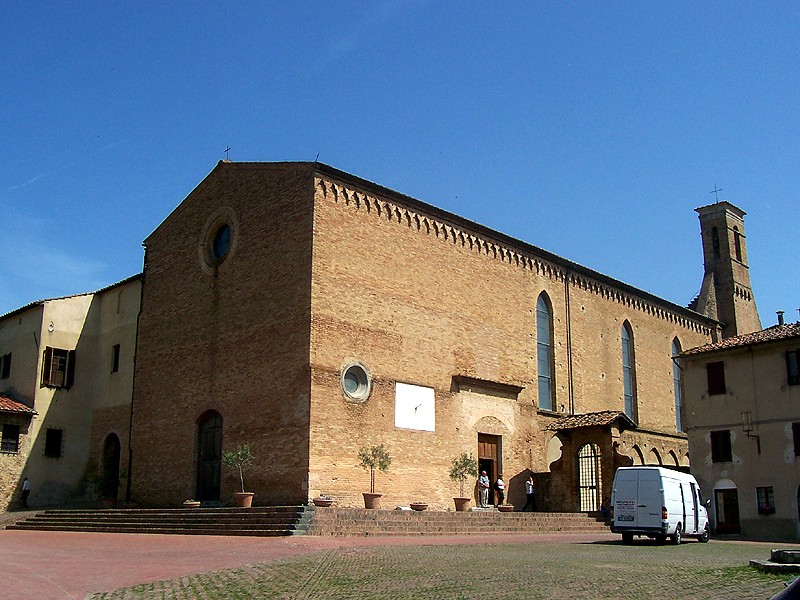
Fachada

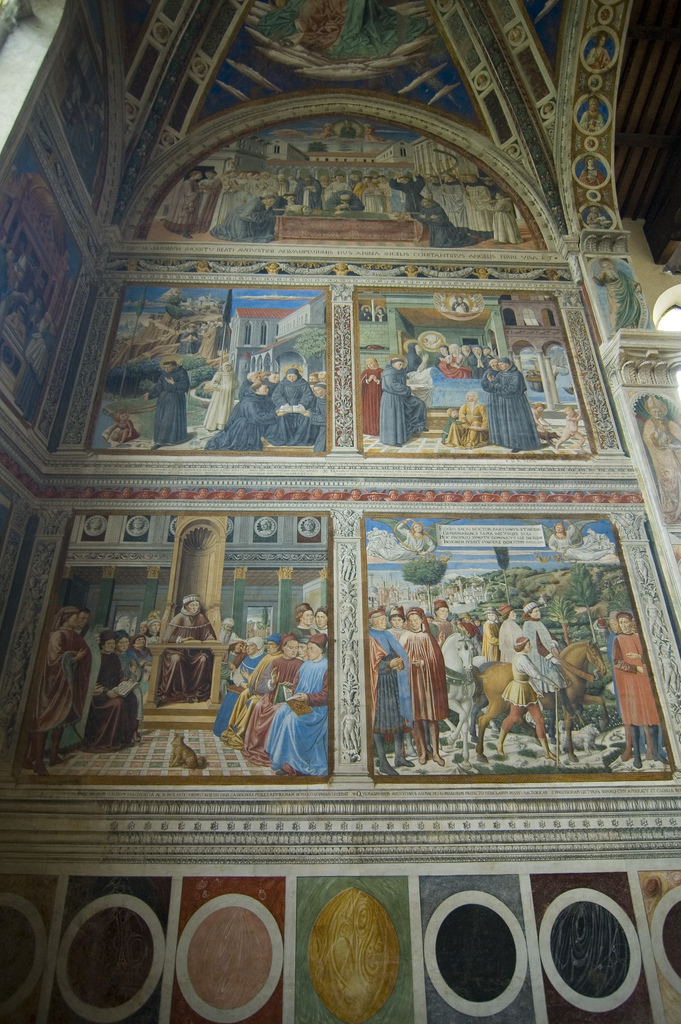
Benozzo Gozzoli e ajudantes: Cenas da vida de Santo Agostinho, capela-mor

A Igreja de Santo Agostinho é um templo católico de San Gimignano, na Itália, afamado especialmente por sua série de afrescos de Benozzo Gozzoli.
As obras foram iniciadas em 1280 e provavelmente terminaram por volta de 1298. Totalmente construída em tijolo, a estrutura da igreja é simples e austera, com janelas delgadas nos lados, coroadas por uma cornija. A igreja tem características derivadas da arquitetura românica e gótica. Na fachada só se abrem a porta principal e um óculo com a moldura decorada.
A nave única é coberta por um vigamento aparente e possui várias pequenas capelas e altares laterais. Na contra-fachada está a capela do beato Bártolo, contendo suas relíquias. O seu altar em mármore com figuras da Virgem Maria com o Menino Jesus, santas e anjos, é uma obra de Benedetto da Maiano de 1495, e na sua cúpula os afrescos mostrando os Doutores da Igreja foram realizados em 1500 por Sebastiano Mainardi. Nas paredes, outros afrescos do mesmo autor mostram os santos Gimignano, Lúcia e Nicolau de Bari. Outro destaque é o assoalho feito de azulejos de majólica, de Andrea della Robbia. O portão de ferro forjado da capela é do século XIX.
Ao longo do lado direito da nave, o primeiro altar tem uma pintura de Pier Francesco Fiorentino de 1494, com a Madonna e o Menino e santos. A luneta acima foi afrescada no século XVI por Vincenzo Tamagni com a Deposição de Cristo. No altar seguinte num um nicho redescoberto somente em 1908, se encontra uma outra Deposição, de Biagio di Goro. O terceiro altar, dedicado a São Nicolau de Tolentino, é uma estrutura barroca de 1728, mas ainda se conservam os afrescos renascentistas de santos de Vincenzo Tamagni. O quarto altar também é barroco; aqui estava originalmente a obra que hoje está sobre o altar-mor, mas com as reformas barrocas os afrescos de Lippo Memmi que rodeavam a tela foram muito danificados. Pode-se ainda ver fragmentos de uma Santa Maria Madalena, de uma jovem mártir vestida à antiga e de uma Santa Margarida (ou talvez Santa Viridiana).
Ao longo da parede esquerda estão uma Madonna entronizada com o Menino e santos, de Ridolfo del Ghirlandaio, filho do Ghirlandaio mais famoso, de 1511; um afresco de São Sebastião com devotos, de Benozzo Gozzoli, Pier Francesco Fiorentino e Giusto d'Andrea, completo em 1464; um púlpito em mármore com decoração em afresco, de 1524; um altar barroco com um afresco da Madonna do Leite atribuído a Lippo Memmi (c. 1314 - 1315); ao lado da porta para o claustro há um relevo de Tino da Camaino, e adjacente à Capela do Sacramento se vê, acima do túmulo do Frei Domenico Strambi, um afresco de Sebastiano Mainardi com São Gimignano que abençoa os sangimignianenses ilustres, de 1487.
O altar-mor é decorado com uma tela de Piero del Pollaiuolo de 1483, representando a Coroação da Virgem, com santos e anjos músicos. Por trás se abre a capela-mor, com uma justamente célebre série de afrescos de Benozzo Gozzoli, auxiliado por Pier Francesco Fiorentino e Giusto d'Andrea, ilustrando cenas da vida de Santo Agostinho, datada de 1464-1465. A capela à direita está decorada com afrescos representando cenas da Vida da Virgem de Bartolo di Fredi (1374 - 1375), copiados a partir de cenas, mais tarde perdidas, pintadas em 1335 por Simone Martini, Ambrogio Lorenzetti e Pietro Lorenzetti sobre a fachada do Hospital de Santa Maria della Scala, em Siena. Sobre o altar desta capela há uma pintura do Nascimento de Maria, de Vincenzo Tamagni, de 1523. Na capela da esquerda, também chamada de Capela do Sacramento, foi colocado um quadro de escola florentina (c. 1430-1440) figurando uma Pietà com episódios da Paixão.